# Ятцазшур
Ятцазшур — деревня в Алнашском районе Удмуртии, входит в Байтеряковское сельское поселение. Находится в 15 км к югу от села Алнаши и в 101 км к юго-западу от Ижевска.
Население на 1 января 2008 года — 28 человек.
До 2004 года деревня Ятцазшур имела статус выселка.

## История
До революции починок Ятцазшур входил в состав Елабужского уезда Вятской губернии. В 1921 году, в связи с образованием Вотской автономной области, починок передан в состав Можгинского уезда. В 1924 году при укрупнении сельсоветов он вошёл в состав Кадиковского сельсовета Алнашской волости, а в следующем 1925 году передан в Байтеряковский сельсовет. В 1929 году упраздняется уездно-волостное административное деление и деревня причислена к Алнашскому району. В том же году в СССР начинается сплошная коллективизация, в процессе которой в деревне образована сельхозартель (колхоз) «Дась Лу».
В 1950 году проводится укрупнение сельхозартелей колхоз «Дась Лу» упразднён, несколько соседних колхозов объединены в один колхоз «имени Калинина». В 1954 году Кадиковский сельсовет упразднён и деревня перечислена в Кучеряновский сельсовет, а в 1964 году Кучеряновский сельсовет переименован в Байтеряковский сельсовет.
Постановлением Госсовета УР от 26 октября 2004 года выселок Ятцазшур Байтеряковского сельсовета был преобразован в деревню Ятцазшур. 16 ноября 2004 года Байтеряковский сельсовет был преобразован в муниципальное образование «Байтеряковское» и наделён статусом сельского поселения.